# Ramón IV de Pallars Jussá
Ramón IV de Pallars Jussá ( ? - 1098) fue conde de Pallars Jussá desde 1047 hasta su muerte en 1098. Era hijo y sucesor de Ramón III y Ermesenda. Su reinado se caracterizó por constantes guerras y conflictos con sus primos Artal I y Artal II de Pallars Sobirá. No obstante, significó una transformación importante en la historia del condado debido a que introdujo nuevas maneras de ejercer el poder condal. Los vizcondados de Pallars Jussá en tiempos de Ramón IV eran Vilamur, Bellera y Orcau.

## Ejercicio del gobierno condal
A principios de su reinado, Ramón exigió un juramento colectivo a la población, supuestamente basado en un precedente establecido por su padre Ramón III y su tío Guillermo II de Pallars Sobirá. De hecho, esta acción se retrotraía a la función pública inicial de los condes en tiempos carolingios. En una fecha posterior hizo renovar este juramento colectivo.
En 1055, Ramón se casó con Valença, hija de Arnau Mir de Tost, y le concedió cuatro castillos como promesa de que mantendría el juramento realizado al pedir su mano. Ella aparece a su lado en muchos documentos y acuerdos. En 1056-1057, Ramón y Valença cedieron su "poder" (potestas) sobre el castillo de Orcau a Ramón Mir y su esposa María. En 1088 renovaron esta concesión al hijo de Ramón Mir. Esta y otras acciones semejantes han conducido a pensar que Ramón era débil en su relación con sus vasallos. De hecho, en un momento dado fue privado del poder condal, aunque lo recuperó a principios de la década de 1070.
Existe una serie larga y bien conservada de registros del reinado de Ramón IV, en gran parte porque fue pionero en el uso de acuerdos escritos para la formalización de acuerdos en Pallars. Para ello encontró ayuda en Vidal, el mismo escriba que había servido a su padre desde 1040 y que había trabajado en la corte de su suegro Arnau Mir de Tost durante algún tiempo.
En 1064, Ramón y Artal I llegaron a su primer acuerdo (convenientia), por el que un castillo pasó a manos de Ramón como promesa para negociaciones futuras. Un segundo acuerdo, con fecha de 30 de mayo de 1067, estipuló que Artal cedía el monasterio de Santa María de Lavaix a Ramón y renunciaba a varias poblaciones (villae). Alrededor de 1080 se estableció una serie de acuerdos entre Ramón y Artal I o II (el primero murió alrededor de 1081). Como garantía del proceso, Ramón otorgaba la potestas del castillo de Talarn a dos de sus magnates principales, Pere Ramon I de Baronía de Erill y Mir Guirreta II de Bellera, mientras que Artal hacía lo mismo con su castillo de Salás a dos de sus hombres, Guillem Guitard de Vallferrera y Ramon Bernat. Ambos castillos no estaban muy lejos uno de otro, en riberas opuestas del Noguera Pallaresa donde se había establecido la frontera entre los dos condados. El acuerdo final e intercambio de castillos tuvo lugar en presencia de Sancho Ramírez, rey de Aragón. El 20 de julio de 1094, Ramón encomendó el feudo de Llimiana y Mur a Artal y le concedió como alodios El Castellet, Claverol y Vall d'Escós.
En septiembre de 1097, Ramón recibió la baiulia (protección) y el receptum (pago) de Castellet de Ramon Mir y Ramon Arnau. Se desconoce si Castellet había sido reclamado por un tratado o por la fuerza a Artal II. En otro frente, Ramón fue adversario de Ermengol III de Urgel, que había sido enemigo de su padre y era soberano y frecuente rival de su suegro. Sin embargo, no pudo evitar que la Cuenca de Tremp fuese anexionada por Urgel.
Ramón también participó en la Reconquista. Prometió las villas (villae) y castillos (castelli) de Vallferrera (Val Ferrera) a Orset (Orseth) y Drogo (Drocho) después de su reconquista.

## Descendencia
Ramón tuvo cuatro hijos con Valença: 
- Pedro Ramón
- Arnal Ramón
- Bernardo Ramón
- Loreto.

Los dos hijos mayores le sucedieron y gobernaron conjuntamente hasta aprox. 1112, cuando fueron sucedidos por su hermano Bernardo, que gobernó hasta 1124.

## Nota
- Esta obra contiene una traducción  derivada de «Raymond IV, Count of Pallars Jussà» de Wikipedia en inglés, publicada por sus editores bajo la Licencia de documentación libre de GNU y la Licencia Creative Commons Atribución-CompartirIgual 4.0 Internacional.